# Alessandro Di Saluzzo di Monesiglio
Alessandro Di Saluzzo di Menusiglio, italijanski general, * 12. oktober 1775, † 10. avgust 1851.
Med letoma 1819 in 1820 je bil poveljujoči general Korpusa karabinjerjev.